# Olešnice (rozhledna)
Rozhledna Olešnice se nacházela na jihovýchodním svahu vrchu Kopaniny, kóta 688 m n. m. západně od města Olešnice, okres Blansko v přírodním parku Svratecká hornatina. Kvůli havarijnímu stavu byla v září 2021 demontována.

## Historie rozhledny
Rozhledna u města Olešnice byla vybudována jako součást lyžařského areálu se 2 sjezdovkami na východním svahu vrchu Kopaniny. Na financování výstavby se podílelo sdružení obcí mikrokregionu Olešnicko a krajský úřad Jihomoravského kraje. Přímo na vrchu je vybudován 30 m vysoký stožár na šíření širokopásmového internetu. Rozhledna byla celodřevěná, trámová, měla tvar šestiúhelníku a výstup na dva vyhlídkové ochozy po kovových žebřících. Celková výška věže byla 9 m. Otevřena byla v roce 2004. Pro svoji výšku bývala nazývána nejvyšším posedem a nejnižší rozhlednou v ČR. Vzhledem k umístění rozhledny byl výhled omezen na sever a východ. Kromě širšího okolí města Olešnice bylo za dobrého počasí možné spatřit i Jeseníky. 

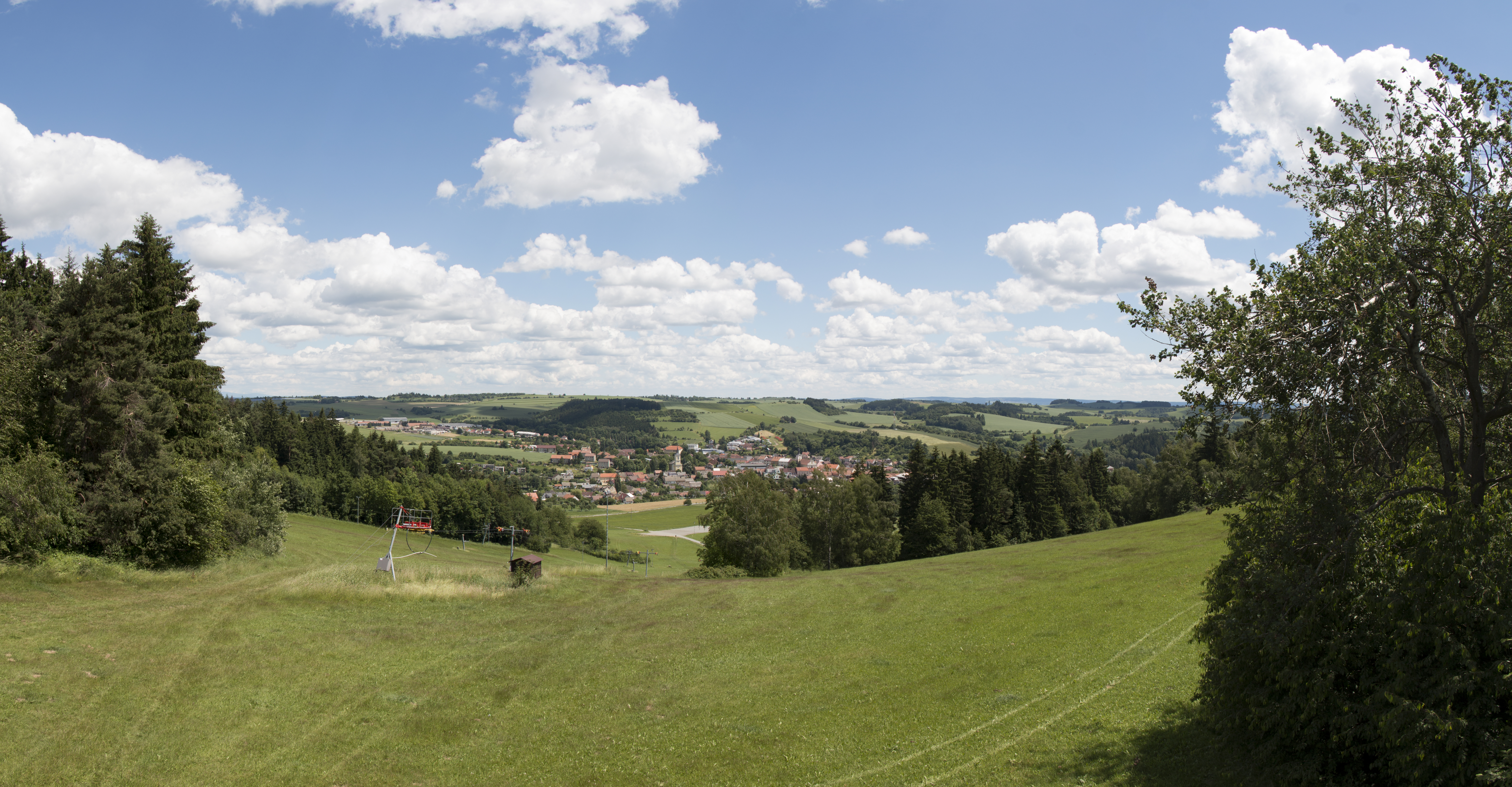
Pohled na město Olešnice

## Přístup
Místem vede účelová asfaltová komunikace, vybudovaná pro přístup ke 30 m vysokému stožáru s vysílačem na šíření širokopásmového internetu, která vede od místního hřbitova (po ulici Za hřbitovem). Nejbližší železniční zastávka je stanice Letovice, asi 16 kilometru od rozhledny.